# Júlio Marcelo de Oliveira
Júlio Marcelo de Oliveira (Brasília, 10 de novembro de 1968) é um jurista brasileiro e atualmente Procurador do Ministério Público junto ao Tribunal de Contas da União.

## Biografia
Júlio Marcelo de Oliveira é natural de Brasília, nascido em 10 de novembro de 1968. Em 1990, obteve o seu bacharelado em Ciência da Computação pela Universidade de Brasília. Entre 1992 a 2004, foi Auditor Federal de Controle Externo no Tribunal de Contas da União (TCU). Entre 1995 e 2004, atuou no tribunal na qualidade de Chefe de gabinete do Procurador-Geral junto ao TCU e também de Ministro do mesmo tribunal, cumprindo no cargo funções de direção e administração. Em 1996, obteve a graduação em Direito pela Universidade de Brasília. Em 2001, chegou a iniciar mestrado em Direito pela mesma instituição, porém, foi interrompido. Em 2004, foi Consultor Legislativo no Senado Federal. Ainda naquele ano tornou-se Procurador do Ministério Público junto ao TCU, cargo que ocupa desde então.

### Atuação no TCU
Em fevereiro de 2015, ele se opôs às negociações de acordos de delação entre as construtoras investigadas na Operação Lava-Jato e a Controladoria-Geral da União (CGU). O procurador encaminhou uma representação ao então presidente do TCU, Aroldo Cedraz, pedindo que o tribunal determine que a CGU não celebre acordos que possam atrapalhar o curso das investigações. Segundo o procurador, a atuação concomitante da CGU, do Ministério Público Federal (MPF) e de outros órgãos poderia acabar em conflitos.
Em fevereiro de 2018, solicitou uma investigação para apurar irregularidades em operações de crédito feitas pela Caixa Econômica Federal. Também pediu para investigar empréstimos feitos a estados e municípios pelo Banco do Brasil e pelo Banco Nacional de Desenvolvimento Econômico e Social (BNDES).
Se manifestou contra o Projeto de Lei 7.448 de 2017, que visa introduzir mudanças na Lei de Introdução às Normas do Direito Brasileiro, cuja aprovação ocorreu em 2018 na Câmara dos Deputados e no Senado Federal, mas sem passar por audiência pública e sem passar por votação pelos respectivos plenários, isto é, aprovado apenas nas comissões permanentes, tendo sido encaminhado em abril de 2018 para sanção ou veto da Presidência da República. Segundo o procurador, a nova lei restringe substancialmente a atuação dos Órgãos de Controle Externo e Interno. Além disso, flexibilizaria as normas da Lei de Responsabilidade Fiscal e da Lei de Improbidade Administrativa, o que impediria de se enquadrar por essas leis agentes corruptos.
O procurador foi contra a ajuda da União ao estado do Rio Grande do Norte, recomendando à área econômica de Michel Temer que não faça a transferência de 600 milhões de reais para o governo do Rio Grande do Norte pagar salários e 13º salário dos servidores estaduais. Também tem proposto a redução de salários do servidor para enfrentar crise nos Estados, em que a redução salarial seria acompanhada com a redução na jornada de trabalho, uma medida prevista na Lei de Responsabilidade Fiscal. O procurador também tem sido um dos defensores da Reforma da Previdência, citando números e estudos elaborados no âmbito do próprio TCU que apontariam essa necessidade.
Em janeiro de 2017, o Conselho Nacional dos Procuradores-Gerais de Contas defendeu a indicação de Júlio Marcelo de Oliveira para a vaga do ministro Teori Zavascki, morto em acidente aéreo naquele ano. Contudo, a escolha do Presidente da República foi a do jurista paulistano Alexandre de Moraes.

### Impeachment de Dilma Rousseff
Em 2015, Júlio Marcelo de Oliveira, então Procurador-geral do TCU, foi responsável pela representação que iniciou uma investigação pelo TCU das contas do governo federal, as chamadas “pedaladas fiscais” realizadas pela equipe econômica da presidente Dilma Rousseff, que consistia no atraso de repasses dos recursos do Tesouro Nacional aos bancos públicos para fechar as contas no azul, configurando um empréstimo indevido e em infração prevista na Lei de Responsabilidade Fiscal. O resultado dessa investigação foi decisiva para a reprovação das contas do governo de Rousseff. No documento encaminhado ao TCU, o Procurador enumerou irregularidades que teriam infringido as regras da Lei de Responsabilidade Fiscal, da Constituição Federal de 1988 e da Lei de Diretrizes Orçamentárias. O relator do processo, o ministro do TCU Augusto Nardes, concordou com os argumentos e recomendou aos colegas da Corte de Contas a rejeição das contas referente a 2014. Os nove ministros titulares do tribunal decidiram por reprova-las acatando os argumentos do relator. Conforme previsto na lei orgânica do TCU, a decisão do tribunal de contas foi remetida ao Congresso Nacional para a apreciação dos parlamentares, os quais poderiam chancelar ou discordar do posicionamento do tribunal e, portanto, a decisão do TCU na prática não enquadrou a Presidente em qualquer crime. Contudo, os fatos apurados na investigação iniciada pela Procuradoria junto ao TCU foram utilizados na peça da denúncia de impeachment protocolado na Câmara dos Deputados que, posteriormente, após votação da matéria no Senado Federal, resultou no afastamento de Dilma Rousseff do cargo de Presidente da República. Em entrevista ao programa Roda Viva da TV Cultura, o Procurador afirmou que a expressão "pedalada fiscal" popularizada pela imprensa tornou-se emblemática e serviu para explicar a população o problema fiscal encontrado nas contas do governo, embora tenha minimizado a dimensão do problema.
Durante a discussão que precedeu a votação definitiva do impeachment no Senado Federal, o Procurador foi indicado como testemunha, mas posteriormente foi decidido entre a defesa e a acusação que ele seria ouvido na qualidade de “informante”. Os argumentos do procurador foram decisivos para convencer parlamentares do Senado a votarem pelo afastamento de Dilma Rousseff do cargo de Presidente da República. Entre outros apontamentos, o procurador afirmou que o governo Dilma Rousseff praticou “fraude fiscal” e “contabilidade destrutiva” que culminaram na "deterioração" das contas públicas. Destacou que as infrações a Lei de Responsabilidade fiscal foram marcantes durante 2014, ano da eleição presidencial.

## Prêmios e homenagens
O trabalho do procurador do Ministério Público de Contas junto ao TCU, na sua atuação no processo de investigação das contas públicas do governo de Dilma Rousseff, lhe rendeu uma premiação do Conselho Nacional de Procuradores-Gerais de Contas, que o apontou como exemplo na atuação ao combate à corrupção e à má gestão pública. O Procurador ficou em segundo lugar entre os mais votados pelos servidores do TCU, apenas atrás do Juiz Federal Sergio Moro, para o "Prêmio Alfredo Valladão de Zelo pela Coisa Pública" referente a cidadãos e entidades que tenham se destacado no combate a corrupção. Em 2016, o Tribunal de Contas do Rio Grande do Norte entregou ao procurador a Medalha do Mérito "Governador Dinarte Mariz" condecoração em homenagem a personalidades que contribuíram para o desenvolvimento da sociedade nas mais diversas áreas de atuação.